# 四角錐數

是四角錐数

在數學中，四角錐數，或金字塔數，是一個有形數表示有多少球堆積成一個金字塔（四角錐，如右圖)，這是以正方形為基礎（底面為正方形）。
四角錐數（square pyramidal number）如右圖所示，第一層+第二層+第三層+第四層每層都是正方形數合起來是正四角錐，也就是正方形數的級數。
例：1、 5（=1+4）、 14（=1+4+9）、 30（=1+4+9+16）、 55（=1+4+9+16+25）

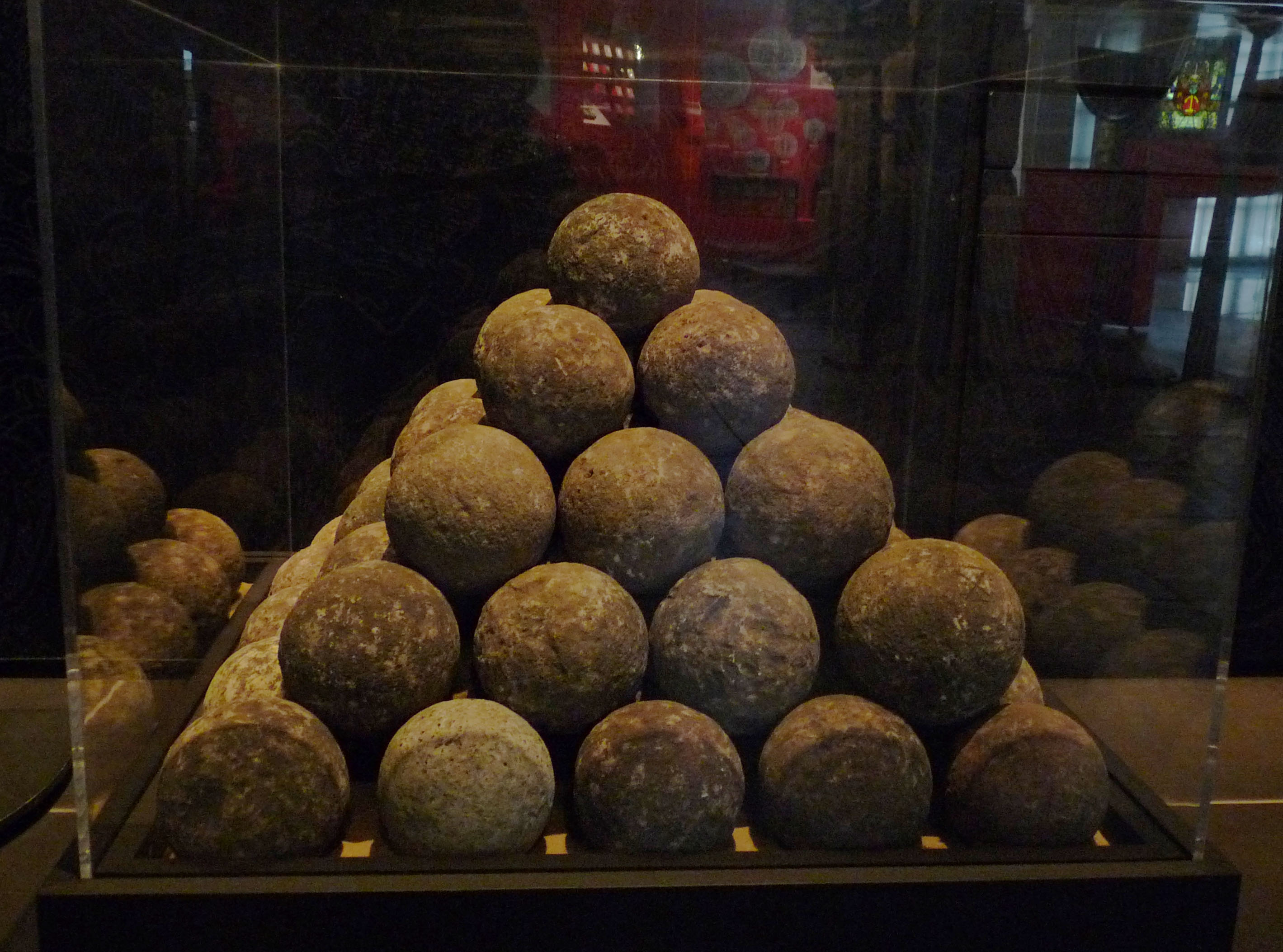
用砲彈堆成的金字塔存放在法國斯特拉斯堡歷史博物館。球的數量就是四角錐數, 55。

## 計算方式與公式
前幾個四角錐數是：
1, 5, 14, 30, 55, 91, 140, 204, 285, 385, 506, 650, 819, 1015, ...（OEIS數列A000330）。
這些數字可以表示為一個公式：
{\displaystyle P_{n}=\sum _{k=1}^{n}k^{2}={\frac {n(n+1)(2n+1)}{6}}={\frac {2n^{3}+3n^{2}+n}{6}}}。
這是馮哈伯公式的一個特例，可以用數學歸納法來證明。

## 和其他有形數的關係
四角錐數也可以表示成二項式係數的和：
{\displaystyle P_{n}={{n+2} \choose 3}+{{n+1} \choose 3}}
兩個四角錐數的總和是一個八面體數。